# Heinrich Altherr
Pour les articles homonymes, voir Altherr.
Heinrich Altherr, né le 11 juillet 1878 à Bâle et mort le 27 avril 1947  à Zurich, est un artiste peintre suisse de style expressionniste.

## Biographie
Heinrich Altherr fait ses études artistiques à Munich, en Suisse, puis à Rome. Il connaît très tôt un certain succès, ainsi, dès 1904, le musée de Bâle acquiert Mon ami.
En 1913, il devient professeur à la Staatliche Akademie der bildenden Künste de Stuttgart puis en devient le directeur (1919-1921). Il y enseigne notamment la structure de l'image et revient à Zurich en 1939 : deux ans plus tôt, les nazis avaient qualifié son travail d'art dégénéré.
Il peint des compositions à personnages : Dans le pays du soleil, Jeunes hommes nus dehors montrés en 1903 à l'Exposition des arts réunis à Bâle. Il peint aussi de nombreux portraits, souvent exposés dans des manifestations bâloises dont celui de son père et un autoportrait. Enfin, il a réalisé plusieurs vitraux pour l'église Saint-Paul de Bâle et des décors muraux, dont celui de la salle du sénat de l'université de Zurich.